# Dunnia
Dunnia là một chi thực vật có hoa trong họ Thiến thảo (Rubiaceae).

## Loài
Chi Dunnia gồm các loài: